# Жерлово
Жерлово — деревня в Сергиево-Посадском районе Московской области России, входит в состав городского поселения Богородское.

## Население
| 1835 | 1850 | 1857 | 1859 | 1895 | 1905 | 1926 | 2002 |
| ---- | ---- | ---- | ---- | ---- | ---- | ---- | ---- |
| 98   | ↗102 | →102 | ↗107 | ↗157 | ↗159 | ↗175 | ↘4   |
| 2006 | 2010 |      |      |      |      |      |      |
| ↗6   | ↘3   |      |      |      |      |      |      |

## География
Деревня Жерлово расположена на севере Московской области, в восточной части Сергиево-Посадского района, примерно в 73 км к северу от Московской кольцевой автодороги и 20,5 км к северу от станции Сергиев Посад Ярославского направления Московской железной дороги, восточнее водохранилища Загорской ГАЭС на реке Кунье.
В 8 км восточнее деревни проходит Ярославское шоссе М8, в 13 км к югу — Московское большое кольцо А108, в 36 км к западу — автодорога Р112. Ближайшие населённые пункты — село Выпуково, деревни Геронтьево и Сметьёво.

## История
…деревня Жерлово, а въ ней 2 двора крестьянскихъ, одинъ — бобыльскій, одинъ — пустой, убили литовскіе люди, пашни худые земли 4 чети да лѣсомъ поросло 13 чети въ полѣ, сѣна 9 копенъ…— писцовые книги 1627—1631 гг.
В «Списке населённых мест» 1862 года — казённая деревня 2-го стана Александровского уезда Владимирской губернии по правую сторону Никольского просёлочного тракта от Никольского перевоза через реку Дубну в город Александров, в 35 верстах от уездного города и 15 верстах от становой квартиры, при прудах, с 18 дворами и 107 жителями (49 мужчин, 58 женщин).
По данным на 1895 год — деревня Рогачёвской волости Александровского уезда с 157 жителями (75 мужчин, 82 женщины). Основным промыслом населения являлось хлебопашество, в зимнее время женщины и подростки занимались размоткой шёлка и клеением гильз, 20 человек уезжали в качестве фабричных рабочих на отхожий промысел в Сергиевский посад.
По материалам Всесоюзной переписи населения 1926 года — деревня Выпуковского сельсовета Рогачёвской волости Сергиевского уезда Московской губернии в 8,5 км от Ярославского шоссе и 27,7 км от станции Сергиево Северной железной дороги; проживало 175 человек (82 мужчины, 93 женщины), насчитывалось 38 крестьянских хозяйств.
С 1929 года — населённый пункт Московской области в составе:
- Выпуковского сельсовета Сергиевского района (1929—1930)[14],
- Выпуковского сельсовета Загорского района (1930—1963, 1965—1984)[15][16][17],
- Выпуковского сельсовета Мытищинского укрупнённого сельского района (1963—1965)[15],
- рабочего посёлка Богородское Загорского района, административное подчинение (1984—1991)[16],
- рабочего посёлка Богородское Сергиево-Посадского района, административное подчинение (1991—2006)[16],
- городского поселения Богородское Сергиево-Посадского района (2006 — н. в.)[18].